# عزيز فهمي
عبد العزيز فهمي لاعب كرة قدم مصري راحل كان يجيد اللعب في خط حراسة المرمى.
لعب طوال مسيرته الرياضية في نادي الأهلي.
شارك مع منتخب مصر في بطولة كأس العالم 1934 في إيطاليا حيث خرج من الدور الثمن النهائي.

## وصلات خارجية
- عزيز فهمي على موقع الاتحاد الدولي (مؤرشف)  (الإنجليزية)
- عزيز فهمي على موقع قاعدة بيانات كرة القدم.إي يو (الإنجليزية)
- عزيز فهمي على موقع Soccerway.com (الإنجليزية)

- هذا سيرة ذاتية